# Sint-Annakapel (Boom)

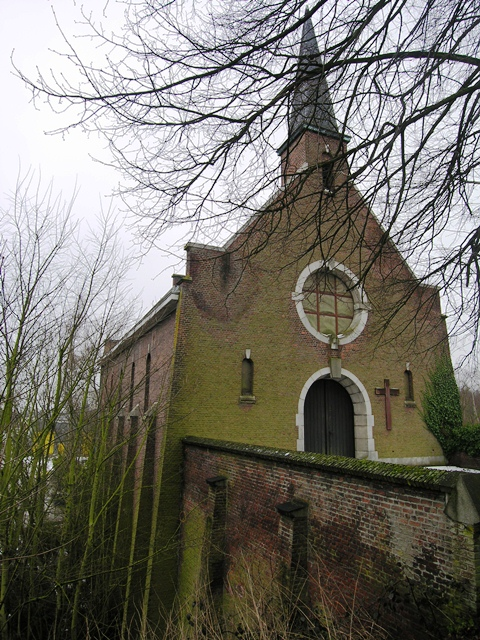
Sint-Annakapel

De Sint-Annakapel is een kapel in de Antwerpse plaats Boom, gelegen aan de Kapelstraat 102.

## Geschiedenis
In de 15e eeuw was er al sprake van de veldnaam Capelleveld wat er op wijst dat er toen al een kapel heeft gestaan. Bij de hevige gevechten in de jaren 1570-1573 is het archief dienaangaande verloren gegaan. De kapel zal tijdens deze godsdiensttwisten ook zijn verwoest. In de 17e eeuw werd een nieuwe kapel opgericht. Deze heeft de Franse tijd (eind 18e eeuw) doorstaan aangezien hij gebruikt werd als tehuis voor behoeftigen. Voorwaarde was dat alle religieuze symbolen verwijderd moesten worden.
In 1821 kreeg de kapel weer een religieuze bestemming. In 1832, tijdens een cholera-epidemie, diende de kapel tijdelijk weer als hospitaal.
Op 26 juli werd er voor de arbeiders in de naastgelegen steenfabrieken een mis opgedragen. Ook diende de kapel als startpunt voor de jaarlijkse bedevaart naar Scherpenheuvel.
De oude kapel raakte bouwvallig en stond bovendien het toenemende verkeer in de weg. In 1952 werd hij daarom afgebroken. Een nieuwe kapel zou op de grond van een aanpalende steenfabriek worden gebouwd maar, aangezien het niveau van dit terrein lager lag dan de Kapelstraat, moest de bodem eerst worden opgehoogd en een betonnen fundering worden gelegd. In 1955 werd dan de nieuwe kapel gebouwd.

## Gebouw
Het betreft een gebouw van 23 meter lang en 10 meter breed, waarin 200 mensen kunnen plaatsnemen. Boven de voorgevel bevindt zich een torentje. De kapel heeft een halfronde apsis.

## Interieur
De kapel bezit een massief marmeren altaar. Verder is er een oud houten beeld van Anna te Drieën. De muren zijn met marmer bekleed en de kruiswegstaties werden vervaardigd in de Abdij van Maredsous. Ook zijn er een aantal glas-in-loodramen die -onder meer- de zeven sacramenten verbeelden.